# 奧爾克皮山
17°46′26″S 68°55′20″W / 17.77389°S 68.92222°W

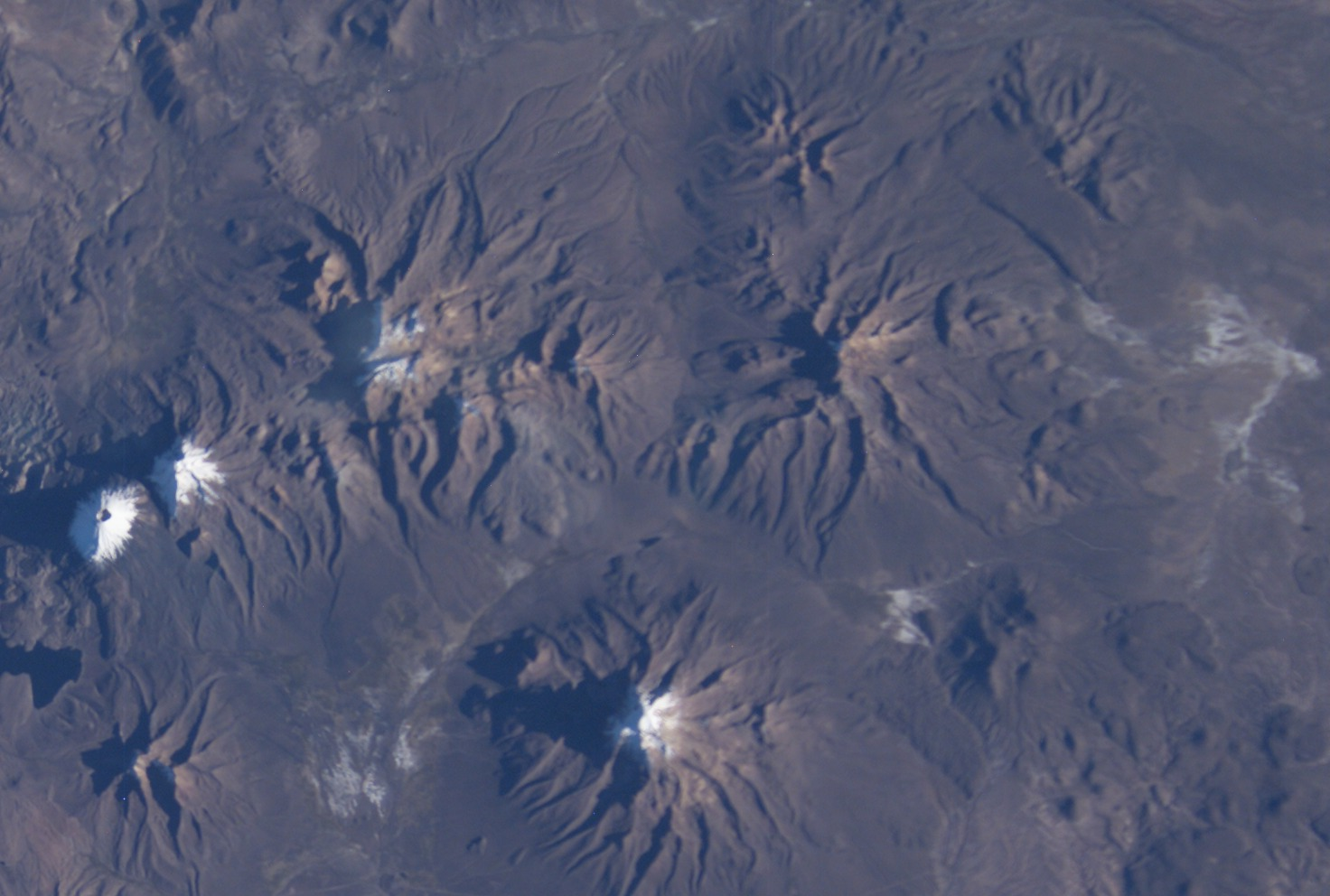

奧爾克皮山（Urqipi），是玻利維亞的山峰，位於該國西部拉巴斯省的帕卡赫斯省，處於阿納利亞赫西火山以北、普卡拉山東北面、丘里維爾基山以北，屬於安第斯山脈的一部分，海拔高度4,230米。